# لونلیویل (نیویورک)
لونلیویل (به انگلیسی: Lonelyville) یک منطقهٔ مسکونی در ایالات متحده آمریکا است که در نیویورک واقع شده‌است.